# قائمة المستشفيات في السعودية
قائمة المستشفيات في المملكة العربية السعودية، توفر وزارة الصحة على موقعها الرسمي دليل إرشادي للمستشفيات في السعودية، يتم البحث فيه عن طريق اسم المستشفى أو باختيار المنطقة لتظهر بعد ذلك قائمة بالمستشفيات والمراكز الصحية الموجودة فيها، متبوعة بأرقام الهواتف الخاصة بكل مستشفى.

## مدن طبية
| اسم المدينة الطبية                             | الموقع الجغرافي | الموقع الإلكتروني                                                  |
| ---------------------------------------------- | --------------- | ------------------------------------------------------------------ |
| مدينة الأمير سلطان الطبية العسكرية             | الرياض          | http://www.psmmc.med.sa/                                           |
| مدينة الملك سعود الطبية                        | الرياض          | http://www.ksmc.med.sa/user_en/login_ar/index                      |
| مدينة الملك عبد العزيز الطبية للحرس الوطني     | الرياض          | https://www.ngha.med.sa/                                           |
| مدينة الملك فهد الطبية                         | الرياض          | https://www.kfmc.med.sa/                                           |
| مدينة الملك عبدالله الطبية                     | مكة المكرمة     | http://www.kamc.med.sa/                                            |
| مدينة الملك عبد العزيز الطبية                  | جدة             | https://ngha.med.sa/arabic/medicalcities/jeddah/pages/default.aspx |
| مدينة الملك فيصل الطبية لخدمة المناطق الجنوبية | أبها            | http://kfm.city/                                                   |
| مدينة الملك سلمان بن عبد العزيز الطبية         | المدينة المنورة |                                                                    |

## مستشفيات تخصصية
| اسم المستشفى                     | الموقع الجغرافي |
| -------------------------------- | --------------- |
| مستشفى الملك خالد التخصصي للعيون | الرياض          |
| مستشفى الملك فيصل التخصصي        | الرياض          |
| مستشفى الملك فيصل التخصصي        | جدة             |
| مستشفى الملك فيصل التخصصي        | المدينة المنورة |
| مستشفى الملك فهد التخصصي         | الدمام          |
| مستشفى النور التخصصي             | مكة المكرمة     |
| مستشفى الملك فهد التخصصي         | بريدة           |
| مستشفى الملك عبد العزيز التخصصي  | الطائف          |

## مستشفيات جامعية
- مستشفى الملك خالد الجامعي
- مستشفى الملك عبد العزيز الجامعي
- مستشفى الملك فهد الجامعي
- مستشفى نجران الجامعي
- مستشفى الملك عبد الله الجامعي
- مستشفى جامعة الملك عبد العزيز بجدة.

## مستشفيات عسكرية
- مدينة الأمير سلطان الطبية العسكرية
- مستشفى الملك فهد للقوات المسلحة
- مستشفى قوى الأمن - (الرياض، مكة المكرمة)
- مستشفى الهدا العسكري
- مستشفى خميس مشيط العسكري
- مجمع الملك فهد الطبي العسكري بالظهران
- مستشفى القوات المسلحة بوادي الدواسر
- مستشفى القوات المسلحة بالخرج

## مدينة الرياض
| اسم المستشفى                    | الموقع الجغرافي           | الموقع الإلكتروني                                                       |
| ------------------------------- | ------------------------- | ----------------------------------------------------------------------- |
| مستشفى عبيد التخصصي             | الملز                     |                                                                         |
| مستشفى الإمام عبدالرحمن الفيصل  | عكاظ                      |                                                                         |
| مستشفى الدكتور سليمان فقيه      | الياسمين                  |                                                                         |
| مستشفى الحمادي                  | العليا - السويدي - النزهة | http://alhammadi.med.sa/Default.aspx?lang=ar                            |
| مستشفى المشاري                  | العليا                    | https://armh.sa/                                                        |
| مستشفى المواساة                 | غرناطة                    | http://mouwasat.com/ar                                                  |
| مدينة الملك سعود الطبية         | عليشة                     |                                                                         |
| مستشفى اليمامة                  | المنار                    |                                                                         |
| مستشفى استر سند                 | الحمراء                   |                                                                         |
| مستشفى الدكتور محمد الفقيه      | الخليج                    |                                                                         |
| مستشفى دله                      | النخيل - نمار             | https://www.dallah-hospital.com/Default.aspx?PageID=9079                |
| مستشفى الرياض                   | المغرزات                  |                                                                         |
| مستشفى الملك عبدالله الجامعي    | جامعة الأميرة نورة        |                                                                         |
| مجموعة الحبيب الطبية            | العليا - الريان - السويدي |                                                                         |
| مستشفى الجزيرة                  | النسيم الغربي             |                                                                         |
| مستشفى الهلال الأخضر            | المؤتمرات                 |                                                                         |
| مستشفى علي بن علي               | العزيزية                  |                                                                         |
| مستشفى انتر هلث                 |                           |                                                                         |
| مستشفيات مديدة                  |                           |                                                                         |
| المركز التخصصي الطبي            | العليا - الملك فيصل       | https://smc.com.sa/                                                     |
| المستشفى السعودي الألماني       | الصحافة                   | http://riyadh.sghgroup.com.sa/#!/                                       |
| مستشفى الملك عبدالعزيز الجامعي  | الملز                     |                                                                         |
| مدينة الملك عبدالعزيز الطبية    |                           |                                                                         |
| مستشفى عناية العائلة            | الندوة                    |                                                                         |
| مستشفى الملك سلمان              | العريجاء الوسطى           |                                                                         |
| مدينة الملك فهد الطبية          | السليمانية                | https://www.kfmc.med.sa/                                                |
| مستشفى الملك فيصل التخصصي       | المعذر                    | https://www.kfshrc.edu.sa/ar/home                                       |
| الملك خالد التخصصي للعيون       | أم الحمام الغربي          | https://www.kkesh.med.sa/ar-sa/                                         |
| مستشفى الملك خالد الجامعي       | جامعة الملك سعود          | https://www.ksu.edu.sa/                                                 |
| مستشفى المملكة                  | الربيع                    | http://khccgroup.com/                                                   |
| مستشفى رعاية الطبية             | الروابي - الملز           | http://www.care.med.sa/                                                 |
| مستشفى الأمير محمد بن عبدالعزيز | الروابي                   |                                                                         |
| مستشفى قوى الأمن                | الضباط                    | https://www.my.gov.sa/wps/portal/snp/pages/agencies/agencyDetails/AC075 |
| مستشفى الحياة الوطني            | الربوة                    |                                                                         |
| مستشفى الإيمان العام            | المنصورة                  |                                                                         |
| مدينة الأمير سلطان الطبية       | السليمانية                |                                                                         |

## منطقة الرياض - تجمع الرياض الصحي الأول[2]
| اسم المستشفى                             | الموقع الجغرافي | الموقع الإلكتروني |
| ---------------------------------------- | --------------- | --- |
| مستشفى السليل العام                      | السليل          | https://portal.rfhc.gov.sa/ar/web/ksmc-1/al-sulayyil-general-hospital?articleId=283035&groupId=77848                    |
| مستشفى وادي الدواسر العام                | وادي الدواسر    | https://portal.rfhc.gov.sa/ar/web/ksmc-1/wadi-al-dawasir-general-hospital?articleId=283010&groupId=77848                |
| مستشفى الملك خالد بالخرج                 | الخرج           | https://portal.rfhc.gov.sa/ar/web/ksmc-1/king-khalid-hospital?articleId=256829&groupId=77848                            |
| مستشفى الولادة والأطفال بالخرج           | الخرج           | https://portal.rfhc.gov.sa/ar/web/ksmc-1/maternity-and-children-hospital-in-al-kharj?articleId=282529&groupId=77848     |
| مستشفى إرادة والصحة النفسية بالخرج       | الخرج           | https://portal.rfhc.gov.sa/ar/web/ksmc-1/eradah-hospital-and-mental-healthal-kharj?articleId=282554&groupId=77848       |
| مستشفى الأفلاج العام                     | الأفلاج         | https://portal.rfhc.gov.sa/ar/web/ksmc-1/aflaj-general-hospital?articleId=282579&groupId=77848                          |
| مستشفى حوطة بني تميم العام               | حوطة بني تميم   | https://portal.rfhc.gov.sa/ar/web/ksmc-1/hotat-bani-tamim-general-hospital?articleId=282726&groupId=77848               |
| مستشفى الأمير سلمان بن محمد العام بالدلم | الدلم           | https://portal.rfhc.gov.sa/ar/web/ksmc-1/prince-salamn-bin-mohammed-hospital-in-al-dilam?articleId=282751&groupId=77848 |
| مستشفى الحريق العام                      | الحريق          | https://portal.rfhc.gov.sa/ar/web/ksmc-1/hariq-hospital?articleId=282776&groupId=77848                                  |
| مستشفى القويعية العام                    | القويعية        | https://portal.rfhc.gov.sa/ar/web/ksmc-1/al-quwayiyah-hospital?articleId=282906&groupId=77848                           |
| مستشفى المزاحمية العام                   | المزاحمية       | https://portal.rfhc.gov.sa/ar/web/ksmc-1/muzahmiyah-general-hospital?articleId=282935&groupId=77848                     |
| مستشفى رويضة العرض العام                 | رويضة العرض     | https://portal.rfhc.gov.sa/ar/web/ksmc-1/ruwaydah-alard-general-hospital?articleId=614798&groupId=77848                 |
| مستشفى الخاصرة العام                     | الخاصرة         | https://portal.rfhc.gov.sa/ar/web/ksmc-1/al-khasrah-general-hospital?articleId=282960&groupId=77848                     |
| مستشفى الرين                             | الرين           | https://portal.rfhc.gov.sa/ar/web/ksmc-1/al-rayan-general-hospital?articleId=282985&groupId=77848                       |
| مجمع عيادات طب الاسنان بغرب الرياض       | الرياض          | |
| مجمع عيادات طب الأسنان بجنوب الرياض      | الرياض          | |

## المنطقة الشرقية
| اسم المستشفى                   | الموقع الجغرافي               | الموقع الإلكتروني         |
| ------------------------------ | ----------------------------- | ------------------------- |
| مستشفى الدوسري                 | الخبر                         |                           |
| مستشفى الخبر                   | الخبر                         |                           |
| شركة مجموعة مستشفيات المانع    | الدمام، الخبر، الهفوف، الجبيل | www.almanahospital.com.sa |
| شركة المواساة الطبية           | الدمام، الجبيل، القطيف، الخبر |                           |
| مستشفى الروضة                  | الدمام                        |                           |
| مستشفى اليوسف                  | الخبر                         |                           |
| مستشفى السلام                  | الخبر                         |                           |
| المستشفى السعودي الألماني      | الدمام                        |                           |
| مستشفى جاما                    | الظهران                       | www.gamahospital.com      |
| الدمام المستشفى المركزي        | الدمام                        |                           |
| مستشفى الإمام عبدالرحمن الفيصل | الدمام                        |                           |
| مستشفى العيون التخصصي          | الظهران                       |                           |
| مستشفى دار السلامة             | الخبر                         |                           |
| مستشفى الرعايه - برو كير       | الخبر                         |                           |
| مستشفى الملك فهد الجامعي       | الخبر                         |                           |
| مستشفى الموسى                  | الأحساء                       |                           |
| مستشفى الأمن العام             | الدمام                        |                           |
| مجمع الملك فهد الطبي العسكري   | الظهران                       | www.kfmmc.med.sa          |
| مركز الأمير سلطان لأمراض القلب | الهفوف                        | www.pscch.med.sa          |
| مستشفى الولادة والأطفال        | الدمام                        |                           |
| مستشفى حسين العلي              | الهفوف                        |                           |
| مستشفى أرامكو السعودية         | الظهران                       |                           |
| مستشفى الدكتور سليمان الحبيب   | الخبر                         |                           |
| مستشفى الأحساء                 | الهفوف                        |                           |
| القطيف المستشفى المركزي        | القطيف                        |                           |
| مستشفى عنك                     | القطيف                        |                           |
| مستشفى الهيئة الملكية          | الجبيل                        | www.rch.med.sa            |

## جدة
| اسم المستشفى                     | الموقع الجغرافي | الموقع الإلكتروني               |
| -------------------------------- | --------------- | ------------------------------- |
| مستشفى الأطباء المتحدون          |                 | https://udh.sa/                 |
| مجموعة العبير الطبية             |                 | https://www.abeergroup.com/ksa/ |
| مستشفى الأمل                     |                 |                                 |
| مستشفى الحمراء                   |                 |                                 |
| مستشفى لندن                      |                 |                                 |
| مستشفى مغربي                     |                 |                                 |
| مستشفى السلامة                   |                 |                                 |
| مستشفى الثغر                     |                 |                                 |
| مستشفى الملك فهد للقوات المسلحة  |                 |                                 |
| مستشفى بقشان                     |                 |                                 |
| مدينة الملك عبد العزيز الطبية    |                 |                                 |
| مستشفى الدكتور سليمان الحبيب     |                 |                                 |
| مستشفى جدة الاهلي                |                 |                                 |
| مستشفى الدكتور بخش               |                 |                                 |
| مستشفى شرق جدة العام             |                 |                                 |
| مستشفى الدكتور سمير عباس         |                 |                                 |
| مجمع الملك عبدالله الطبي         |                 |                                 |
| مستشفى الدكتور سليمان فقيه       |                 |                                 |
| المركز الطبي الدولي              |                 |                                 |
| مستشفى العيون                    |                 |                                 |
| مستشفى جدة الوطني                |                 |                                 |
| مستشفى أندلسية                   |                 |                                 |
| مستشفى جامعة الملك عبد العزيز    |                 |                                 |
| مستشفى الملك فهد                 |                 |                                 |
| مستشفى الملك فيصل التخصصي        |                 |                                 |
| مستشفى العرب                     |                 |                                 |
| مستشفى الطب النفسي               |                 |                                 |
| مستشفى الشبكة الشاملة            |                 |                                 |
| مستشفى الدكتور حسان غزاوي        |                 |                                 |
| مستشفى المشفى                    |                 |                                 |
| مجموعة مستشفيات السعودي الألماني |                 |                                 |
| مستشفى د.هالة عيسى بن لادن       |                 |                                 |
| مستشفى الدكتور حسن العدواني      |                 |                                 |
| مستشفى ابو زنادة                 |                 |                                 |
| مستشفى الملك عبد العزيز          |                 |                                 |
| مستشفى الدكتور محمد عرفان        |                 |                                 |
| مستشفى اية                       |                 |                                 |
| مستشفى عبداللطيف جميل            |                 |                                 |
| مستشفى عيادتي                    |                 |                                 |
| مستشفى الجدعاني                  |                 |                                 |
| المستشفى السعودي                 |                 |                                 |

## المناطق الأخرى
- مستشفى الأمير مشاري بن سعود، بلجرشي.
- المستشفى السعودي الألماني، حائل.
- مستشفى الدكتور حامد الأحمدي، المدينة المنورة.
- مستشفى الملك عبد الله، بيشة.
- مستشفى القصيم الوطني، بريدة.
- مستشفى الملك فهد، الباحة.
- مستشفى الحياة الوطني، عنيزة.
- مستشفى عسير المركزي، أبها.
- مستشفى الحياة الوطني، المدينة المنورة.
- مستشفى الدكتور عواض البشري، مكة المكرمة.
- مستشفى الحياة الوطني، جازان.
- مستشفى أرامكو السعودية، رأس تنورة.
- مستشفى الدكتور سليمان الحبيب، بريدة.
- المستشفى السعودي الألماني، مكة المكرمة.
- مستشفى الملك فهد، المدينة المنورة.
- مستشفى الدكتور سليمان فقيه، المدينة المنورة.
- مستشفى الدكتور محمد نور خان العام، حفر الباطن.
- مستشفى المواساة، المدينة المنورة .
- مستشفى أبها الخاص، أبها.
- المستشفى السعودي الألماني، أبها.
- مستشفى الدار، المدينة المنورة.
- مستشفى الملك خالد، حفر الباطن.
- مستشفى الحياة الوطني، خميس مشيط.

## سلاسل مستشفيات
- السعودي الألماني الصحية
- المواساة للخدمات الطبية
- مجموعة الحبيب الطبية
- مجموعة أندلسية
- مجموعة مستشفيات المانع
- مجموعة العبير الطبية
- مجموعة فقيه للرعاية الصحية
- مستشفيات الحياة الوطني
- مستشفيات دله
- مستشفيات الحمادي
- الوطنية للرعاية الطبية
- مجموعة علاج الطبية